# Ben Lyon
Ben Lyon (6 de fevereiro de 1901 – 22 de março de 1979) foi um ator e executivo norte-americano. Iniciou sua carreira em meados de 1918, ficando famoso entre o público quando estrelou como protagonista em Hell's Angels (1930).Quando se tornou um executivo do estúdio 20th Century-Fox, ficou conhecido por ser o primeiro a dar um contrato para Marilyn Monroe.